# Zkáza domu Simpsonů
Zkáza domu Simpsonů (v anglickém originále Helter Shelter) je 5. díl 14. řady (celkem 296.) amerického animovaného seriálu Simpsonovi. Scénář napsali Brian Pollack a Mert Rich a díl režíroval Mark Kirkland. V USA měl premiéru dne 1. prosince 2002 na stanici Fox Broadcasting Company a v Česku byl poprvé vysílán 5. října 2004 na stanici ČT1.

## Děj
Poté, co Homera v práci zasáhne padající trubka a utrpí lehké zranění hlavy, dá mu pan Burns luxusní lístky do VIP zóny na hokejový zápas, aby Homer nepodal na elektrárnu žalobu. Homer, Marge a Bart ignorují zápas, aby si mohli užívat vymožeností zóny, zatímco Líza opustí lóži, aby mohla sledovat zápas blíže ke kluzišti. Jeden z hráčů jí dá svou hokejku jako poděkování za její užitečné rady a Homer ji té noci připevní na zeď nad její postel. Přitom však vypustí roj termitů, kteří přes noc vážně poškodí dům. Simpsonovi jsou nuceni se na půl roku odstěhovat, aby mohl být dům vydezinfikován. 
Když se ocitnou bez vhodného ubytování, dozvědí se od Barneyho a Carla o soutěžní televizní reality show, v níž musí rodina obývat dům z viktoriánské doby a přijmout životní styl odpovídající danému roku. Homer se nejprve zdráhá, ale nakonec rodinu vezme na konkurz do pořadu. Producenti si Simpsonovy vyberou poté, co sledují Homerovy přehnané reakce na banální věci. Rodina má zpočátku problémy přizpůsobit se drastickým změnám v každodenním životě, což vede k vysoké sledovanosti u diváků, kteří se baví sledováním jejich trápení. Homer však brzy zvedne jejich náladu a jejich postoje se zlepší, když se začnou přizpůsobovat životu v roce 1895. Když v důsledku toho začne sledovanost klesat, producenti do pořadu zavedou Squiggyho ze seriálu Laverne & Shirley, a dokonce mu dovolí použít taser jako prostředek k narušení poklidné situace. Když ani tento trik nezvýší sledovanost, producenti tajně vyzdvihnou dům ze základů a hodí ho do řeky, zatímco Simpsonovi spí. 
Štáb natočí pád domu přes vodopád a jeho zřícení po najetí na mělčinu. Simpsonovi vyváznou z trosek bez zranění, ale musí si v divočině shánět jídlo a přístřeší, protože štáb jim odmítá dát oběd. Brzy narazí na skupinu divoce vyhlížejících lidí, z nichž se vyklube kmen soutěžících z jiné reality show, kteří zůstali odkázáni sami na sebe poté, co prohráli finále. Spojí se se Simpsonovými, aby přemohli štáb a vrátili se do civilizace. Když se rodina vrátí do svého vydezinfikovaného domu, Homer se rozhodne, že bude sledovat pouze televizní pořady podle scénáře, ale nenajde nic dobrého ke sledování. Nakonec se stane obětí Bartových žertíků se zahradní hadicí venku, čemuž se Marge a Líza smějí.

## Produkce
Díl napsali Brian Pollack a Mert Rich a režíroval jej Mark Kirkland. V epizodě hostoval herec David Lander, který ztvárnil Squiggyho v seriálu Laverne & Shirley, a boxer Larry Holmes, jenž ztvárnil sám sebe. Jedná se o poslední odvysílanou epizodu Simpsonových, která byla animována tradiční technikou inkoust a barva. Od následujícího dílu Kdo chce zabít Homera? jsou Simpsonovi animováni digitální technikou inkoustu a barvy. Digitální animaci již seriál dříve použil v dílech Radioaktivní muž ze 7. řady a Bratrovražedný tenis z 12. řady, především za účelem vyzkoušení této techniky.
Zatímco rodina hledá místo k přespání, Líza je informuje, že by mohli zůstat v mládežnické ubytovně. Bart na to odpoví: „Nechci další přednášku od německého baťůžkáře o tom, jak si nevážíme systému národních parků!“. V dílu Požírač srdcí rodina skutečně přestaví Evergreen Terrace 742 na mládežnickou ubytovnu, aby zaplatila účty za Bartův tábor na hubnutí.

## Kulturní odkazy
Televizní pořad, jehož jsou Simpsonovi součástí, je parodií na pořad televize PBS s názvem The 1900 House. V tomto pořadu žila rodina ve viktoriánském domě a žila, jako by se psal rok 1900. Scéna, v níž Simpsonovi čekají před svým domem a čekají, až čas „uletí“, je parodií na úvodní sekvenci seriálu Tatík Hill a spol. Na lahvičce s jedem je obličej Jamese Coburna. 
Je to potřetí, co byl v Simpsonových parodován Bill Cosby. Další gag spočívá v tom, že Cosbyho rodina ztrácí sledovanost své reality show, a tak se producenti rozhodnou pro Simpsonovy; v prvních letech byla totiž Cosby Show konkurentem Simpsonových ve sledovanosti. Squiggy, který je poslán, aby zvýšil sledovanost reality show, je další narážkou na Cosby Show, která poslala Smittyho (Adam Sandler) do domu Cosbyových.
Anglický název epizody je odkazem na píseň The Beatles „Helter Skelter“. 
Bart si stěžuje, že má přístup pouze ke komiksům Mutt and Jeff, a říká: „Tohle byl nejhorší týden mého života. Chybí mi moje hračky a videohry. Komiksy s Muttem a Jeffem nejsou vtipné!“. Ačkoli vše v domě má pocházet z roku 1895 a dříve, Mutt and Jeff vznikl až v roce 1907. 
Logo deratizátorů „A Bug's Death“ je parodií na film Život brouka od Disney z roku 1998. 

## Vydání
Epizoda byla původně vysílána na stanici Fox ve Spojených státech 1. prosince 2002 a ten večer ji vidělo přibližně 8,75 milionu domácností. S ratingem 8,2 podle agentury Nielsen se díl umístil na 22. místě ve sledovanosti v týdnu od 25. listopadu do 1. prosince 2002. V tom týdnu byl nejlépe hodnoceným pořadem na stanici Fox a porazil pořady jako Boston Public, Tatík Hill a spol., 24 a Malcolm in the Middle. 6. prosince 2011 byl díl vydán na Blu-ray a DVD jako součást box setu The Simpsons – The Complete Fourteenth Season. Na audiokomentáři k epizodě na DVD se podíleli členové štábu Al Jean, Dan Greaney, Carolyn Omineová, Kevin Curran, Mark Kirkland, David Silverman, J. Stewart Burns, Allen Glazier a Steven Dean Moore. Do box setu byly zařazeny také vymazané scény z epizody.
Po odvysílání získal díl od kritiků vesměs negativní hodnocení. Colin Jacobson z DVD Movie Guide se vyjádřil, že příběh dílu „není hrozný nápad na epizodu, ale není ani nijak zvlášť vzrušující. Seriál se svým scénářem plouží bez většího života, většinou proto, že parodie na reality show prostě nejsou příliš zajímavé; pořady, kterým se vysmívají, jsou už tak absurdní, že v nich není moc prostoru pro satiru.“ Ryan Keefer z DVD Talk napsal, že díl je „ukázkovým příkladem toho, jak se (autoři seriálu) snaží udělat něco vtipného a neuspějí“.